# 에데사
에데사(그리스어: Έδεσσα)는 그리스 북부에 위치한 도시로, 중앙마케도니아 주에 속하는 현인 펠라 현의 현청 소재지이며 면적은 605.5km2, 높이는 320m, 인구는 29,799명(2001년 기준), 인구 밀도는 49명/km2이다.

## 이름
도시 이름은 "물의 마을"이라는 뜻을 갖고 있으며 이는 시내에 폭포가 있고 물이 풍부한 데서 유래된 이름이다. 중세 이후로는 "보데나"(그리스어: Βοδενά, Vodena)라고 부르기도 했는데 이는 슬라브어파로 "물"을 뜻하는 단어인 "보다(Voda)"에서 유래된 이름이다. 1923년에 고대(古代)에 쓰이던 이름을 복원해 다시 에데사로 부르게 되었다. 불가리아어와 마케도니아어에서는 아직도 보덴(Воден)이라고 부른다.
셀레우코스 1세는 이 곳의 이름을 따서 메소포타미아의 에데사(오늘날 터키 샨리우르파)의 이름을 붙였다.

## 역사

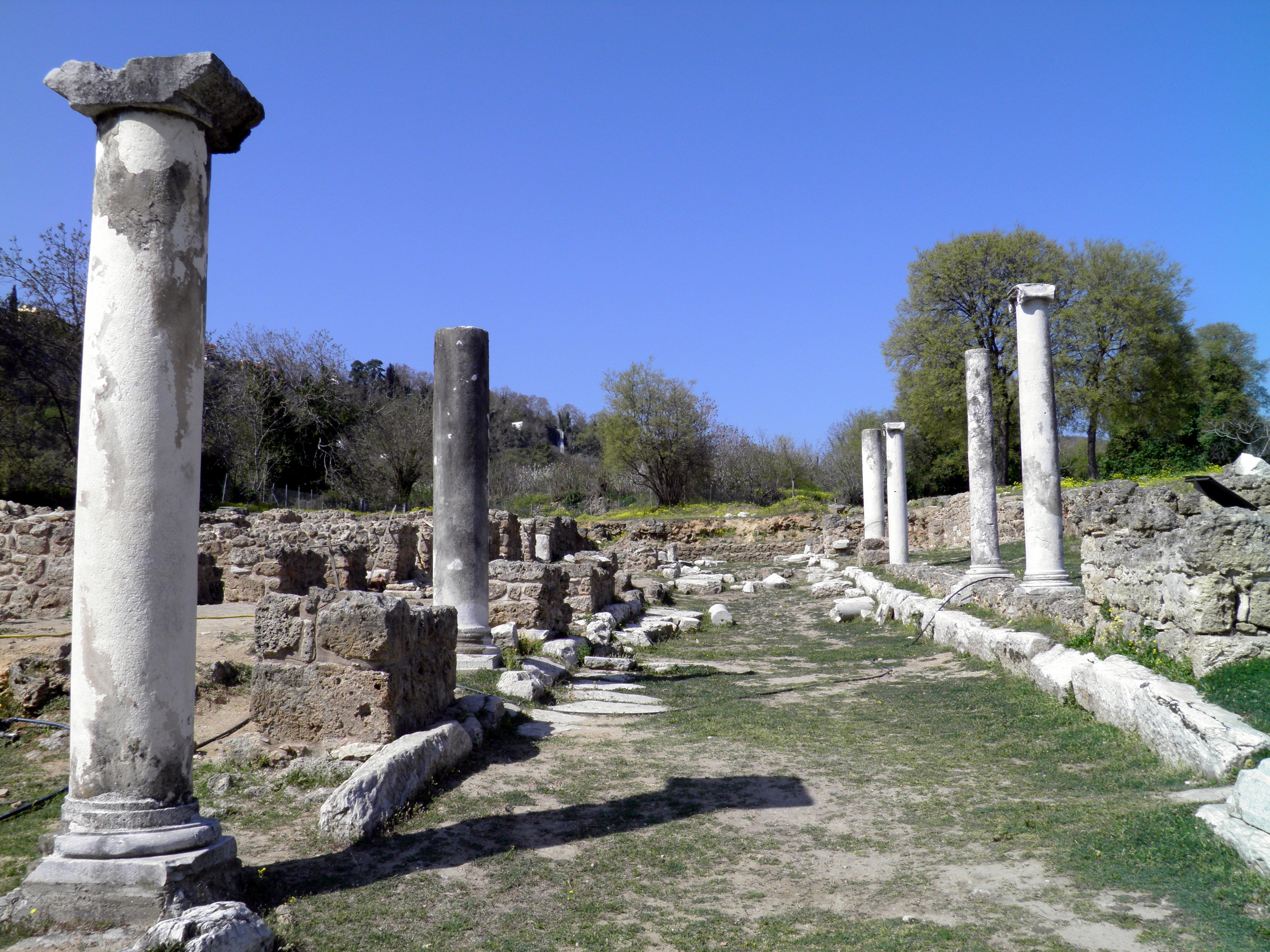
고대(古代) 에데사 거리

고대 마케도니아의 첫 수도였다. 비잔티움 제국이 몰락하면서 500년간의 오스만 제국 지배를 받은 끝에, 제1차 발칸 전쟁 중인 1912년 10월 18일 그리스 왕국이 점령하였다. 이 곳에 살던 이슬람교도들은 1923년 인구교환 때 터키로 보내졌다. 그리스 내전중인 1948년에는 두 차례에 걸쳐 그리스 공산당의 군대인 그리스 민주군의 공격을 받았다.